# Prestonia exserta
Prestonia exserta är en oleanderväxtart som först beskrevs av A.Dc., och fick sitt nu gällande namn av Paul Carpenter Standley. Prestonia exserta ingår i släktet Prestonia och familjen oleanderväxter. Inga underarter finns listade i Catalogue of Life.